# Ince-in-Makerfield
Ince-in-Makerfield – część miasta Wigan w Anglii, w hrabstwie ceremonialnym Wielki Manchester, w dystrykcie metropolitalnym Wigan. Leży 26 km na zachód od centrum miasta Manchester. W 2001 miasto liczyło 10 185 mieszkańców.